# ألكسندر ديميتروف
ألكسندر ديميتروف (12 سبتمبر 1976 في بلغاريا - ) هو مدرب كرة قدم ولاعب كرة قدم بلغاري في مركز الوسط. لعب مع أكاداميك صوفيا.

## وصلات خارجية
- ألكسندر ديميتروف على موقع قاعدة بيانات كرة القدم.إي يو (الإنجليزية)
- ألكسندر ديميتروف على موقع Soccerway.com (الإنجليزية)
- ألكسندر ديميتروف على موقع عالم كرة القدم.نت (الإنجليزية)